# Chinesisches Forschungsinstitut für Atomenergie
Das Chinesische Forschungsinstitut für Atomenergie (chinesisch 中国原子能科学研究院, Pinyin Zhōngguó Yuánzǐnéng Kēxué Yánjiūyuàn), wegen der englischen Bezeichnung China Institute of Atomic Energy auch unter dem Akronym „CIAE“ bekannt, ist eine Einrichtung der China National Nuclear Corporation im Straßenviertel Xinzhen des südwestlichen Stadtbezirks Fangshan von Peking, wo Grundlagenforschung unter anderem zu Kernphysik und Strahlenchemie betrieben wird.

## Geschichte
Das Forschungsinstitut für Atomenergie geht zurück auf das am 19. Mai 1950 gegründete und ab 1951 von dem Kernphysiker Qian Sanqiang geleitete Institut für Moderne Physik der Chinesischen Akademie der Wissenschaften.
Auf einer Sitzung des Zentralkomitees der Kommunistischen Partei Chinas am 15. Januar 1955 referierte Qian Sanqiang zusammen mit Li Siguang, dem Minister für Geologie, über die im Vorjahr entdeckte Uranlagerstätte in Guangxi und den Stand der Forschung zur Kernenergie. Der Vortrag überzeugte, und das Zentralkomitee beschloss den Bau von Kernkraftwerken.
Am 27. April 1955 wurde auf der Basis jenes Beschlusses mit der Sowjetunion ein Abkommen zur friedlichen Nutzung der Kernenergie geschlossen und vereinbart, dass die Sowjetunion China dabei unterstützen würde, einen Schwerwasserreaktor mit einer Leistung von 7 MW und ein Zyklotron mit einem Durchmesser von 1,2 m zu bauen. Ab Oktober 1955 wurde mit Genehmigung des Zentralkomitees südlich der damaligen Gemeinde Tuoli (坨里乡, heute ein Verwaltungsdorf der Großgemeinde Qinglonghu) ein neuer Institutskomplex errichtet, die sogenannte „Fabrik 601“ (601厂), 1959 umbenannt in „Institut 401“ (401所). Der Hauptsitz der 1953 in „Institut für Physik“ umbenannten Einrichtung der Chinesischen Akademie der Wissenschaften befand sich seit Januar 1954 in Zhongguancun.
Am 26. Mai 1956 war Baubeginn für den „Reaktor 101“ (101堆) und das Zyklotron, am 13. Juni 1958 erreichte der Reaktor die Kritikalität. Tuoli war an sich eine ländliche Gemeinde. Mit dem Bau des Reaktors und der dazugehörigen Forschungsgebäude, Wohnheime etc. war dort jedoch eine kleine Stadt entstanden. Als Guo Moruo, der Präsident der Chinesischen Akademie der Wissenschaften, die Anlage im Sommer 1958 besichtigte, verlieh er ihr den Namen „Xinzhen“ – „Neue Stadt“.
Am 27. September 1958 gingen Reaktor und Zyklotron in Betrieb.
Der Reaktor diente zunächst der Grundlagenforschung. Im Dezember 1958 erteilte jedoch das Zentralkomitee der KPCh dem seit Februar des Jahres für Kernforschung zuständigen Zweiten Ministerium für Maschinenbauindustrie den Auftrag, ein atomgetriebenes Jagd-U-Boot zu entwickeln. Das Zweite Ministerium wiederum übertrug der mit Inbetriebnahme des Reaktors in „Institut für Atomenergie der Chinesischen Akademie der Wissenschaften“ umbenannten Einrichtung in Tuoli die Aufgabe, die notwendigen Versuche zur Reaktorphysik und zur Thermohydraulik beim Reaktormaterial durchzuführen. 1960 erreichte Chinas erster selbst entwickelter Nullleistungsreaktor „Ostwind 3“ (东风3号) die Kritikalität, 1967 waren alle Tests abgeschlossen. Am 26. Dezember 1970, dem 77. Geburtstag von Mao Zedong, lief das erste Atom-U-Boot vom Typ 091 vom Stapel, am 1. August 1974, dem Tag der Volksbefreiungsarmee, wurde es in Dienst gestellt.
Auch an der chinesischen Atombombe war das Institut 401 beteiligt. Im Juni 1960 erteilte Song Renqiong, der Leiter des Zweiten Ministeriums für Maschinenbauindustrie, dem Institut den Auftrag, ein einfaches Verfahren zur Herstellung von Urandioxid und Urantetrafluorid im Tonnenmaßstab zu entwickeln; im Labormaßstab hatte man diese Stoffe bereits 1958 hergestellt und zu Uranhexafluorid sowie metallischem Uran weiterverarbeitet.
Im September 1960 hatte man eine entsprechende Anlage gebaut, mit der es im Oktober 1960 gelang, die erste den Anforderungen entsprechende Charge zu produzieren.
Bis Dezember 1963 hatte man genügend Material für eine Atombombe hergestellt. Im Juli 1964 hatte das Institut auch die Neutronenquelle für die Zündung der Atombombe fertiggestellt, sodass diese am 16. Oktober 1964 auf dem Kernwaffentestgelände Lop Nor erfolgreich zur Detonation gebracht werden konnte.
Ende September 1958, kurz nach der Inbetriebnahme des Reaktors 101, hatte man bereits 33 radioaktive Isotope  wie 60Co, 24Na, 32P oder 45Ca erzeugt. Im November 1965 hatte man dann einen nach dem Prinzip des Calutron arbeitenden, elektromagnetischen Massenseparator entwickelt, mit dem man stabile Isotope im Gramm-Maßstab herstellen konnte. Beispielsweise baute man für den am 3. März 1971 gestarteten ersten chinesischen Forschungssatelliten Shijian 1 eine Radionuklidbatterie mit 210Po, um die Ionisationskammer zu testen, mit welcher der Satellit die kosmische Strahlung maß.
Zu diesem Zeitpunkt bestand das Institut für Atomenergie der Chinesischen Akademie der Wissenschaften aus zwei Abteilungen: der Hauptsitz in Zhongguancun war die „Abteilung 1“ (一部), das Kernforschungszentrum in Tuoli die „Abteilung 2“ (二部). Am 1. Februar 1973 wurde die Abteilung 1 per gemeinsamem Beschluss des Zweiten Ministeriums für Maschinenbauindustrie und der Akademie der Wissenschaften aus dem Institut für Atomenergie ausgelagert und zum eigenständigen „Institut für Hochenergiephysik der Chinesischen Akademie der Wissenschaften“ erhoben.
Die praxisorientierte Forschung zur Atomenergie war nun in Tuoli konzentriert. Im Dezember 1978 begann man, den Reaktor 101 umzubauen, um seine Leistung von 7 MW auf 10 MW zu steigern. Im Dezember 1980 wurde der Reaktor wieder in Betrieb genommen und seine Leistung dann noch auf 15 MW gesteigert. Im Dezember 1983 war ein weiterer größerer Umbau abgeschlossen, bei dem Reaktorsicherheit und Zuverlässigkeit erhöht wurden.
Bereits am 4. Mai 1982 war das Zweite Ministerium für Maschinenbauindustrie in „Ministerium für Atomindustrie“ umbenannt worden.
Am 1. Dezember 1984 wurde das Institut für Atomenergie schließlich aus der Chinesischen Akademie der Wissenschaften herausgelöst und als „Chinesisches Forschungsinstitut für Atomenergie“ dem Ministerium für Atomindustrie unterstellt. Das Kernforschungszentrum war im April 1966, am Vorabend der Kulturrevolution, aus der damaligen Volkskommune Tuoli herausgelöst und vom Staatsrat der Volksrepublik China unter dem Namen „Xinzhen“ zu einer Großgemeinde mit eigener Regierung ernannt worden.
Am 28. Februar 1983 unterzeichnete das Ministerium für Atomenergie mit dem Büro für Neue Energien der Volksrepublik Algerien das „Protokoll über eine Zusammenarbeit bei der friedlichen Nutzung der Kernenergie“ (关于和平利用核能合作议定书).
Auf der Basis dieses Protokolls wurde ein 15-MW-Forschungsreaktor des Typs 101 an Algerien geliefert und ab 1987 mit Unterstützung von Experten des Forschungsinstituts für Atomenergie bei Birine, 250 km südlich von Algier, aufgebaut. Im Februar 1990 erreichte der Mehrzweck-Schwerwasserreaktor Birine El Salam die Kritikalität, im Juli 1992 die volle Nennleistung, und am 21. Dezember 1993 wurde er offiziell eingeweiht.
Auch ein 1990 vereinbartes und 1996 abgeschlossenes Erweiterungsprojekt zur Kontrolle von verbrauchtem Kernbrennstoff und Materialien sowie zu Verbesserungen am Kühlkreislauf wurde unter Führung des Forschungsinstituts für Atomenergie durchgeführt.

## Struktur
Das Chinesische Forschungsinstitut für Atomenergie besitzt sechs untergeordnete Institute:
- Institut für Kernphysik (核物理研究所)[20]
- Institut für Reaktortechnik (反应堆工程技术研究所)[21]
- Institut für Radiochemie (放射化学研究所)[22]
- Institut für Kerntechnik (核技术综合研究所)[23]
- Institut für Sicherheit der Kernenergie (核安全研究所)[24]
- Institut für Planung von Nuklearprojekten (核工程设计研究所)[25]

Außerdem sind am Forschungsinstitut für Atomenergie zwölf Nationale Schwerpunktlabors angesiedelt:
- Chinesisches Zentrum für Kernforschungsdaten (中国核数据中心)[27]
- Innovationszentrum für Kernkraftmaterialien der Nationalen Kernenergiebehörde Chinas (国家原子能机构核材料技术创新中心)[28]
- Innovationszentrum für Strahlenschutzanwendungen der Nationalen Kernenergiebehörde Chinas (国家原子能机构抗辐照应用技术创新中心)[29]
- Messstation für ionisierende Strahlung der Nationalen Behörde für Wissenschaft, Technik und Industrie in der Landesverteidigung (国防科技工业电离辐射一级计量站)[30]
- Nationales Forschungszentrum für Isotopentechnik (国家同位素工程技术研究中心)[31]
- Entwicklungs- und Versuchszentrum für Schnelle Reaktoren der Nationalen Energiebehörde (国家能源快堆工程研发（实验）中心)[32]
- Nationales Labor für Kernphysik am Tandembeschleuniger Peking (北京串列加速器核物理国家实验室)[33]
- Gemeinsames Ausbildungszentrum für Nuklearsicherheit der Nationalen Kernenergiebehörde Chinas und der Internationalen Atomenergie-Organisation (CAEA-IAEA核保障与核安保联合培训中心)[34]
- Nationales technisches Unterstützungszentrum für Strahlenmessung bei nuklearen Notfällen (国家核应急辐射监测技术支持中心)[35]
- Entwicklungszentrum für Nukleartechnik der Nationalen Kernenergiebehörde Chinas (国家原子能机构核技术研发中心)[36]
- Labor für Nuklearsicherheit im Netzwerk der analytischen Laboratorien der Internationalen Atomenergie-Organisation (核保障领域IAEA网络实验室)[37][38][39]
- Koordinationszentrum der Internationalen Atomenergie-Organisation für technische Sicherheit der Kernenergie (IAEA核安保技术协作中心)[40]

Im Mai 2023 hatte das Chinesische Forschungsinstitut für Atomenergie mehr als 4500 Mitarbeiter, darunter gut 1800 Wissenschaftler, Ingenieure und Werkmeister. Kommissarischer Leiter des Instituts ist seit dem 8. Oktober 2021 der Reaktortechnik-Ingenieur Yang Hongyi (杨红义), der Chefkonstrukteur des Schnellen Reaktors.

## Großanlagen

### Fortgeschrittener Forschungsreaktor
Der Reaktor 101 in Xinzhen wurde im Dezember 2007 abgeschaltet, seit dem 7. Oktober 2019 sind Reaktorgebäude und Zyklotron ein Nationales Kulturdenkmal.
Das Nachfolgeprojekt, der „Fortgeschrittene Forschungsreaktor“ (中国先进研究堆), wegen der englischen Bezeichnung China Advanced Research Reactor auch unter dem Akronym „CARR“ bekannt, erreichte am 13. Mai 2010 die Kritikalität und arbeitete am 13. März 2012 erstmals für 72 Stunden mit der vollen Leistung von 60 MW.
Der Hauptzweck des Reaktors ist jedoch nicht die Stromerzeugung, sondern die Erzeugung von Neutronen für Forschungszwecke. CARR ist ein Leichtwasserreaktor mit Schwerwasserreflektor, in dem ein Neutronenfluss von 8 × 1014 pro Quadratzentimeter pro Sekunde erreicht wird.

### Schneller Reaktor

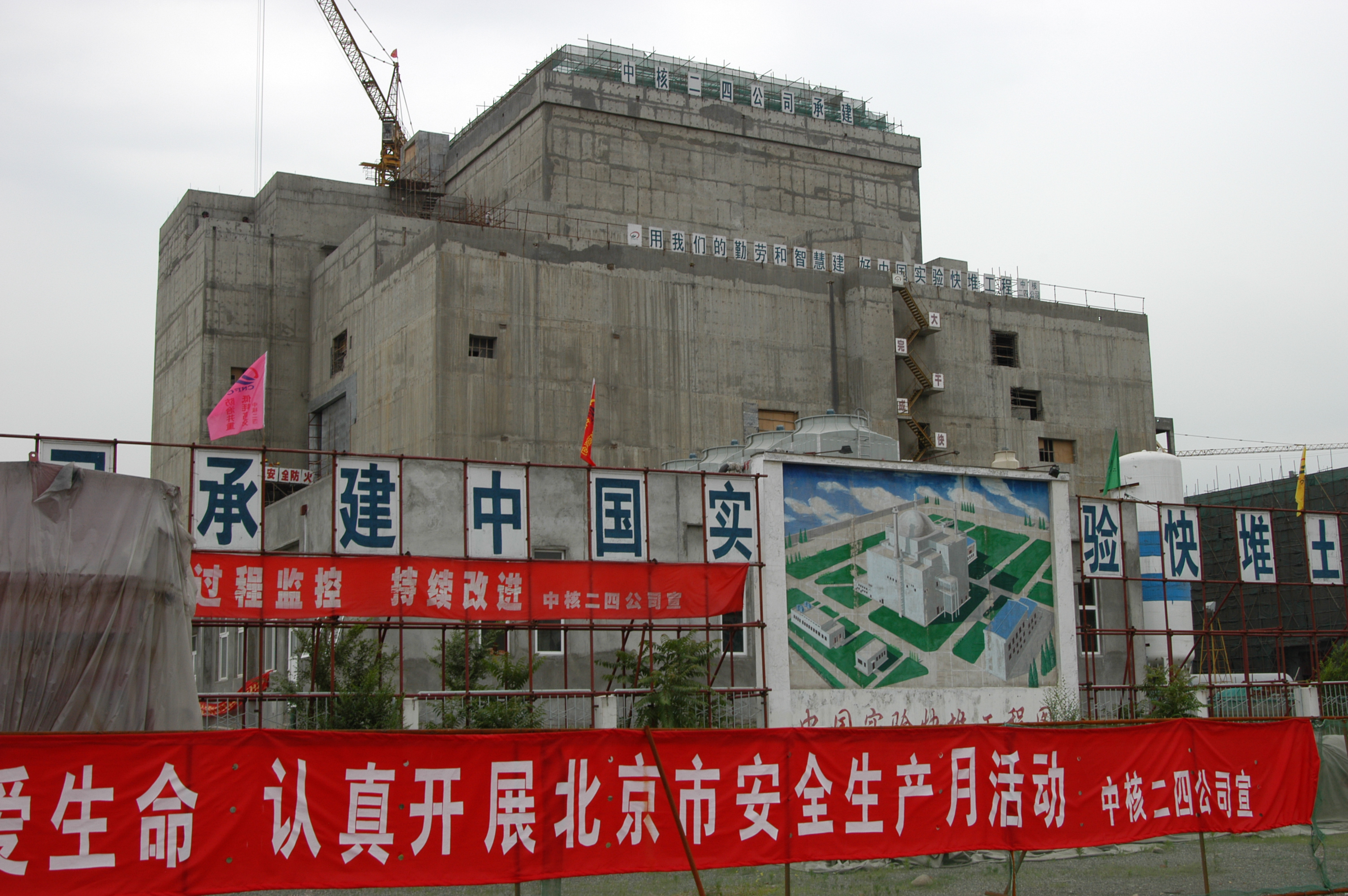
Der Schnelle Reaktor im Bau (2004)

Finanziert aus dem Programm 863 wurde auf dem Institutsgelände ab Mai 2005 ein natriumgekühlter Schneller Reaktor gebaut, der „Experimentelle Schnelle Reaktor“ (中国实验快堆), wegen der englischen Bezeichnung China Experimental Fast Reactor auch unter dem Akronym „CEFR“ bekannt. Am 21. Juli 2010 erreichte der Reaktor mit einer thermischen Leistung von 65 MW und einer elektrischen Leistung von 20 MW die Kritikalität.
Genau ein Jahr später, am 21. Juli 2011, ging der Reaktor mit 40 % Leistung ans Netz, vom 15. bis 18. Dezember 2014 lieferte er für 72 Stunden die volle Leistung.
Seit dem 10. Oktober 2015 liefert der Reaktor, der primär der Technologieerprobung dient, 3,8 MW an das Nordchinesische Netz (华北电网) der State Grid Corporation of China.

### Tandembeschleuniger
Im November 1983 begann man einen von der High Voltage Engineering Corporation aus Burlington, Massachusetts, erworbenen 15-MeV-Tandembeschleuniger vom Typ HI-13 zu installieren, der im Juli 1986 erstmals in Betrieb genommen wurde.
Im Oktober 1986 wurde der Beschleuniger von HVEC an das Institut übergeben. Nach einer einjährigen Testphase wurde die Anlage schließlich im August 1987 für den Regelbetrieb freigegeben.
Im November 1993 wurde an dem Beschleuniger eine Sekundärstrahllinie installiert, mit der es erstmals gelang, die radioaktiven Isotope 11C und 17F herzustellen. Im Dezember 1994 hatte man den Bau eines Protonen-Zyklotrons mit 6,16 m Durchmesser vollendet, das an den Eingang des Tandembeschleunigers angeschlossen wurde. Am 4. Juli 2014 wurde erstmals ein Protonenstrahl von 100 MeV erzeugt.
Das Projekt wurde bereits im Juli 2003 von der damaligen Kommission für Wissenschaft, Technik und Industrie für Landesverteidigung genehmigt, man begann jedoch erst im April 2011 mit den Umbauarbeiten an dem Tandembeschleuniger.
Am Ausgang des Tandembeschleunigers wurde ein  supraleitender Linearbeschleuniger für Schwerionen installiert, der die Gesamtenergie der Partikel um 2 MeV/q erhöhte.
Letzteres Projekt war im Oktober 2016 abgeschlossen.

### Versuchsanlage zur Behandlung von verbrauchtem Kernbrennstoff
Die Versuchsanlage zur Behandlung von verbrauchtem Kernbrennstoff ist Chinas einzige Einrichtung, wo mit realen Brennstäben Verfahren für die gesamte Behandlungskette erprobt werden können, von der mechanischen Bearbeitung über kernchemische und radiochemische Untersuchungen, Actinoidenchemie, Strahlungsmessung, Abtrennung des Kernmaterials, Behandlung des radioaktiven Abfalls bis zur Endkontrolle mittels Neutronenaktivierungsanalyse. Im Jahr 2014 erhielt die Anlage die Betriebsgenehmigung, 2015 wurden die ersten Versuche mit abgebrannten Brennelementen durchgeführt.

## Lehre
Das Forschungsinstitut für Atomenergie besitzt seit 1956 die Berechtigung zur Verleihung von akademischen Graden, damals noch als Teil der Graduiertenschule der Chinesischen Akademie der Wissenschaften. Heute werden dort Diplom- und Promotionsstudiengänge aus den Bereichen Physik, Chemie sowie Nuklearwissenschaft und -technik angeboten, dazu noch ein Diplomstudiengang in Angewandter Mathematik. Es gibt zwei Postdoc-Stellen, eine im Bereich Physik und eine im Bereich Nuklearwissenschaft und -technik.
Am Institut wird Ganztagsunterricht erteilt. Anfang der 2020er Jahre wurden jedes Jahr 232 Diplomanden und 70 Doktoranden aufgenommen. Im Studienjahr 2022/2023 studierten am Forschungsinstitut für Atomenergie insgesamt 552 Diplomanden, die von 291 Professoren betreut wurden, sowie 248 Doktoranden mit 125 Betreuern.